# Whitchurch
Whitchurch város Angliában, Észak-Shropshire grófságban. A 2001-es népszámlálási adatok szerint lakossága 8673 fő. Testvértelepülése a franciaországi Neufchâtel-en-Bray.

## Rövid története
A város elődjét a rómaiak alapították Kr.e. 52-ben vagy 70-ben Mediolanum néven, melynek jelentése: "város a mező közepén". A római város a Chester és Wroxeter közötti út egyik legjelentősebb települése volt. Mai elnevezése valószínűleg a normann időkből származik, a white church (jelentése: fehér templom), a város közepén, ebben az időben, fehér kőből épült templomra utal. Az egykori normann templom elpusztult, helyette épült fel 1712-ben a St. Alkmund templom.

## Közlekedés
Whitchurchön áthalad a Crewet Newporttal összekötő Walesi határvidék vasútvonal. Közúton Nantwich, Chester és Shrewsbury felől közelíthető meg. A Llangollen-csatorna egy mérföldnyire elkerüli a városközpontot.